# فالن لیف (کالیفرنیا)
فالن لیف (به انگلیسی: Fallen Leaf) یک منطقهٔ مسکونی در ایالات متحده آمریکا است که در شهرستان ال دورادو، کالیفرنیا واقع شده‌است. فالن لیف ۷۸ نفر جمعیت دارد و ۱٬۹۵۹ متر بالاتر از سطح دریا واقع شده‌است.